# 어느 방송인
《어느 방송인》은 한국방송공사 1TV 특집드라마이다.

## 제작진
- 연출 : 최상현

## 출연진
- 김순철
- 백일섭
- 선우재덕
- 정영숙